# Too Fast for Love
Albums de Mötley Crüe
- Shout at the Devil
Singles
1. Stick to Your Guns
Sortie : 3 mai 1981
2. Live Wire
Sortie : 16 août 1982

Too Fast for Love est le 1er album du groupe de glam metal Mötley Crüe sorti le 10 novembre 1981.
Alors que l'album atteignit seulement le numéro 77 au Billboard 200 aux États-Unis, il gagnera finalement un statut platine. Musicalement, Too Fast for Love mixe des éléments du punk rock, du glam rock et du heavy metal.
La pochette est un hommage à l'album Sticky Fingers des Rolling Stones.
Metal-rules.com rangea cet album numéro 31 dans leur liste des 100 plus grands albums de heavy metal.

## L'album
Too Fast for Love a été réédité deux fois après sa sortie de 1981. La première, le 20 août 1982, avec deux chansons de plus que la version originale : Toast of The Town et Stick to Your Guns ; la deuxième, en 2003, avec six titres supplémentaires par rapport à la version de 1982 : Toast of The Town, Tonight, une version alternative de Too Fast for Love, Stick to Yours Guns, Merry-Go-Round en concert à San Antonio au Texas et la vidéo de Live Wire.

## Liste des titres
| No | Titre                | Paroles                 | Musique                 | Durée |
| -- | -------------------- | ----------------------- | ----------------------- | ----- |
| 1. | Live Wire            | Nikki Sixx              | Nikki Sixx              | 3:14  |
| 2. | Come On and Dance    | Nikki Sixx              | Nikki Sixx              | 2:45  |
| 3. | Public Enemy #1      | Nikki Sixx, Lizzie Grey | Nikki Sixx, Lizzie Grey | 4:20  |
| 4. | Merry-Go-Round       | Nikki Sixx              | Nikki Sixx              | 3:22  |
| 5. | Take Me to the Top   | Nikki Sixx              | Nikki Sixx              | 3:43  |
| 6. | Piece Of Your Action | Nikki Sixx, Vince Neil  | Nikki Sixx              | 4:38  |
| 7. | Starry Eyes          | Nikki Sixx              | Nikki Sixx              | 4:30  |
| 8. | Too Fast for Love    | Nikki Sixx              | Nikki Sixx              | 3:22  |
| 9. | On With the Show     | Nikki Sixx, Vince Neil  | Nikki Sixx              | 4:00  |

| 10. | Toast of the Town (titre inédit)        | Nikki Sixx  | Nikki Sixx, Mick Mars | 3:35 |
| 11. | Tonight (titre inédit)                  | Eric Carmen | Eric Carmen           | 4:27 |
| 12. | Too Fast for Love (version alternative) | Nikki Sixx  | Nikki Sixx            | 4:20 |
| 13. | Stick To Your Guns (titre inédit)       | Nikki Sixx  | Nikki Sixx            | 4:23 |
| 14. | Merry-Go-Round (Live - San Antonio, TX) | Nikki Sixx  | Nikki Sixx            | 3:54 |

## Composition du groupe
- Vince Neil - Chant
- Mick Mars - Guitare
- Nikki Sixx - Basse
- Tommy Lee - Batterie